# Lepteutypa cupressi
Lepteutypa cupressi es una especie fúngica de patógeno vegetal.